# Хосе Мануель Родрігес Дельгадо
Хосе Мануель Родрігес Дельгадо (ісп. Jose Manuel Rodriguez Delgado; 8 серпня 1915, Ронда, Іспанія — 15 вересня 2011, Сан-Дієго, Каліфорнія, США) — іспанський вчений нейробіолог, нейрофізіолог, член Нью-Йоркської академії наук.

## Біографія
Родрігес Дельгадо народився 8 серпня 1915 р. в місті Ронда, в провінції Малага, Іспанія.
Батько Дельгадо був очним лікарем, і Хосе планував піти його стопами, проте, коли він познайомився з творами Сантьяго Рамон-і-Кахаля, лауреата Нобелівської премії 1906 року, а також після того, як провів деякий час у лабораторії фізіології, захопившись «багатьма загадками мозку», він вважав за краще обрати нейробіологію.
У 1935 році він вступив до Мадридського університету, який закінчив 1940 року, здобувши ступінь доктора медицини. З 1940 по 1946 рік викладав фізіологію в медичній школі в Мадриді. У 1942—1946 рр. — ад'юнкт-професор Мадридського університету.
Під час громадянської війни в Іспанії він приєднався до республіканської сторони і, бувши студентом-медиком, служив у медичному корпусі. Родрігес Дельгадо провів у концтаборі близько п'яти місяців після закінчення війни. Після табору він повинен був підтвердити ступінь магістра, а потім здобув ступінь доктора філософії в Мадридському Інституті Рамон-і-Кахаля.
У 1946 році Родрігес Дельгадо отримав стипендію в Єльському університеті на кафедрі фізіології під керівництвом Джона Фаркуара Фултона. У 1950 році Родрігес Дельгадо обійняв посаду у відділі фізіології, який в той час очолював Джон Фултон. У 1952 році він співавтор своєї першої роботи з імплантації електродів у мозок людини. У 1955 році був обраний професором фізіології і психіатрії.
У 1974 році Віллар Паласі (José Luis Villar Palasí), іспанський міністр охорони здоров'я звернувся до Родрігеса Дельгадо з проханням допомогти організувати нову медичну школу в Автономному університеті Мадрида. Родрігес Дельгадо прийняв пропозицію Паласі і переїхав в Іспанію разом з дружиною і двома дітьми. Працював професором відділення фізіології Національного центру імені Сантьяго Рамон-і-Кахаля, одночасно з цим завідував відділенням фізіології в Медичній школі Автономного університету [Архівовано 26 жовтня 2021 у Wayback Machine.]. На початку 1990-х років пішов на пенсію і переїхав у США зі своєю дружиною Керолайн, провівши останні роки життя в Сан-Дієго, Каліфорнія, де й помер 15 вересня 2011 року.

## Наукові роботи
Основні наукові роботи становлять дослідження діяльності головного мозку в нормі та патології.
Вчений удосконалив метод дослідження діяльності нервових центрів за допомогою імплантованих електродів.
Застосовуючи цей метод для електричної стимуляції і радіостимуляції мозку тварин (кішок, мавп) і психічно хворих людей, виявив ряд центрів, пов'язаних з емоціями, потягами, відчуттями страждання або задоволення; запропонував метод подразнення цих центрів для лікування психічних захворювань.
Дельгадо вдосконалив метод дослідження підкіркових структур головного мозку за допомогою імплантованих електродів, уперше застосував у експерименті та клініці керовані по радіо стимулятори для подразнення мозку тварин і хворих людей.
Використовуючи ці методи, він показав, що електричні подразнення мозку викликають складні, дуже близькі до природних форми поведінки тварин, а також виявив ряд структур головного мозку, безпосередньо пов'язаних з позитивними і негативними емоціями і різного роду відчуттями.
Продовжуючи свої експерименти на кішках і мавпах, Хосе Дельгадо показав, що за допомогою електричної стимуляції можна змінювати відносини і в групах тварин: викликати або придушувати агресивність; змушувати годувати або відштовхувати власне дитинча і т. ін. «В інших експериментах була продемонстрована справжня лють. […] роздратування бічних відділів гіпоталамуса викликало у кішки агресивну поведінку, чітко спрямовану проти контрольної тварини, яка відповідним чином реагувало на загрозу. Піддослідна тварина починала крастися по клітці, прагнучи напасти на слабших тварин, але уникаючи зустрічі з найсильнішою кішкою в групі. Було очевидно, що дратування мозку викликало стан підвищеної агресивності, але було настільки ж ясно, що кішка розумно направляла свою ворожість, вибираючи ворога і момент для нападу, змінюючи тактику і пристосовуючи свої рухи до рухових реакцій супротивника. Дратування мозку викликало емоційний стан ворожості, але реалізація його в поведінці залежала від індивідуальних особливостей піддослідної тварини, в тому числі від придбаних раніше навичок і попереднього досвіду. […] Мавпи служать більш цікавим об'єктом, ніж кішки, для вивчення внутрішньовидових взаємовідносин, бо їх спонтанна поведінка відрізняється великою різноманітністю і складністю. Добре відомо, що колонії мавп нагадують ієрархічне суспільство, де одна тварина — вожак — підпорядковує собі інших, захоплює велику частину території клітини і першим приймає їжу; інші мавпи уникають зіткнень з ватажком і висловлюють свою покірність тим, що гримасують, плазують і намагаються налаштувати його на еротичний лад. У кількох колоніях ми спостерігали, як подразнення по радіо певних ділянок зорового бугра або центральної сірої речовини ватажка посилювало його агресивність і спонукало здійснювати точно націлені напади на інших тварин групи, яких він ганяв по клітці і іноді кусав […] Було добре видно, що його ворожість цілеспрямована відповідно з колишнім досвідом, бо зазвичай він нападав на іншого самця, в якому бачив суперника, і ніколи не чіпав маленьку самку, свою улюблену подругу».
У клініці він застосовував методи електро- і радіостимуляції мозку для впливу на поведінку хворого, лікування психічних захворювань (епілепсії, шизофренії).
Дельгадо вивчав поведінку вищих тварин, питання походження свідомості, її розвитку в дітей, детермінованості психічних явищ, їх залежності від факторів внутрішнього і навколишнього середовища.

## Редакторська діяльність
- 1964—1970 — редактор наукового огляду International Review of Neurobiology.

## Вибрані твори
- Evolution of physical control of the brain, N. Y., 1965
- Physical control of the mind, N. Y., 1969: рус. пер. — Дельгадо Х. М. Р. Мозг и сознание. — М.: Мир, 1971. — 266 с.
- Delgado JMR. Permanent implantation of multilead electrodes in the brain. Yale J Biol Med. 1952;24:351–358. [PMC free article] [PubMed]
- Delgado JMR. Physical control of the mind: toward a psychocivilized society. New York City: Harper and Row; 1970.
- Delgado JMR. Toros Radiodirigidos, Una experiencia científica con el toro de lidida. In: de Cossío José María., editor. Los toros. tratado técnico e histórico (Vol 7 of 9) Tauromaquia. Espasa-Calpe, S.A; 1981.
- Permanent implantation of multilead electrodes in the brain, Yale J. Biol. Med., v. 24, p. 351, 1952;
- Effect of brain stimulation on task-free situations, в кн.: The physiological basis of mental activity, ed. by R. H. Peon, p. 260, Amsterdam, 1963;
- Free behavior and brain stimulation, Int. Rev. Neurobiol., v. 6, p. 349, 1964;
- Evolution of physical control of the brain, N. Y., 1965;
- Aggressive behavior evoked by radio stimulation in monkey colonies, Amer. Zoologist, v. 6, p. 669, 1966;

## Членство в товариствах
- Член Нью-Йоркської академії наук.
- Член ряду інших наукових товариств.

## Нагороди і премії
- Відзначений низкою наукових нагород.